# Stefan Dauber
Stefan Dauber (* 1. August 1961) ist ein ehemaliger deutscher Fußballspieler.

## Karriere
Dauber wechselte 1981 vom Wuppertaler SV in die Bundesliga zu Fortuna Düsseldorf. In zwei Spielzeiten bestritt er drei Spiele, dann wechselte er in die 2. Bundesliga zu Rot-Weiß Oberhausen. Bei den Jungs vom Niederrheinstadion blieb er drei Jahre; anschließend kehrte er nach Wuppertal zurück und ließ seine Laufbahn im Amateurbereich ausklingen.